# Ricky Nelson
Pour les articles homonymes, voir Nelson.
Eric Nelson, dit Ricky Nelson ou Rick Nelson, est un acteur et chanteur-compositeur américain de rock 'n' roll et de country, né le 8 mai 1940 à Teaneck dans le New Jersey et mort le 31 décembre 1985, dans un accident d'avion au Texas.
Deux de ses chansons se sont classées no 1 des ventes aux États-Unis : Poor Little Fool en 1958 et Travelin' Man (en) en 1961.

## Biographie

### Parents
Son père, Ozzie Nelson est chanteur, leader de son groupe, lorsqu'il repère Harriet Hilliard pour l'embaucher dans son orchestre au début des années 1930. Harriet est issue de parents du show business et a déjà travaillé en tant qu'actrice, danseuse et chanteuse depuis son enfance. Ozzie et Harriet commencent ensemble dans une émission de radio incluant des numéros de danse, de chant et de spectacle comique. Ils se marient en 1935 et créent un spectacle radio, The Adventures of Ozzie and Harriet.

### Carrière
Dans les années 1940, ils introduisent leurs deux enfants David et Ricky dans le spectacle. L'audience de l'émission culmine à près de 20 millions d'auditeurs. Après trois ans, la famille Nelson change de format, testant leur attrait visuel dans une comédie cinématographique appelée Here Come the Nelsons en 1952. Son succès conduit à une offre pour une émission de télévision hebdomadaire, The Adventures of Ozzie and Harriet.
Ricky Nelson commence à voler de ses propres ailes dès 1957 grâce à une reprise de Fats Domino, I'm Walkin'. Il se pose en concurrent d'Elvis Presley[source insuffisante].
Il joue également au cinéma en apparaissant dans quelques films dont le célèbre Rio Bravo de Howard Hawks aux côtés de John Wayne, Walter Brennan et Dean Martin.

### Mort
Il meurt le 31 décembre 1985 dans un accident d'avion à bord d'un Douglas DC-3 dans lequel il voyageait de Guntersville en Alabama vers Dallas au Texas. Les sept passagers sont morts mais les deux pilotes ont survécu. Il est inhumé le 6 janvier 1986 au cimetière de Forest Lawn Memorial Park (Glendale) à Los Angeles.

## Discographie
(Liste non exhaustive des albums.)
- 1957 : Ricky (en)
- 1958 : Ricky Nelson
- 1959 : Ricky Sings Again
- 1959 : Songs by Ricky
- 1960 : More Songs by Ricky
- 1962 : Album Seven by Rick
- 1970 : Album Rick Nelson In Concert (The Troubadour, 1969)

## Filmographie

### Cinéma
- 1952 : Here Come the Nelsons de Frederick de Cordova, avec David Nelson et Rock Hudson : Ricky Nelson
- 1953 : Histoire de trois amours (The Story of Three Loves), film à sketches, épisode Mademoiselle réalisé par Vincente Minnelli, avec Leslie Caron et Farley Granger : Tommy enfant
- 1959 : Rio Bravo d'Howard Hawks, avec John Wayne et Dean Martin : Colorado Ryan
- 1960 : Le Rafiot héroïque (The Wackiest Ship in the Army) de Richard Murphy, avec Jack Lemmon : l'aspirant officier Tommy J. Hanson
- 1965 : Love and Kisses (en) d'Ozzie Nelson, avec Jerry Van Dyke : Buzzy Pringle
- 1970 : The Resurrection of Broncho Billy : Voice over

### Télévision
- 1973 : Les Rues de San Francisco (The Streets of San Francisco), série télévisée, saison 2, épisode 7 (Harem) réalisé par Virgil W. Vogel : William T. « Billy » Jeffers
- 1984 : High School U.S.A. de Jack Bender (téléfilm) : Principal Pete Kinney

## Postérité
Disques et compilations sont régulièrement réédités, comme, en 2002, l'album Teenage Idol, du nom de sa chanson fétiche (titre repris en France par Johnny Hallyday sous le nom L'Idole des jeunes).
En 1987, il est intronisé au Rockabilly Hall of Fame, deux ans après sa mort.